# Actinote subelatus
Actinote subelatus är en fjärilsart som beskrevs av Jordan 1913. Actinote subelatus ingår i släktet Actinote och familjen praktfjärilar. Inga underarter finns listade i Catalogue of Life.